# 第38回グラミー賞
第38回グラミー賞（38th Grammy Awards）は1996年2月28日にロサンゼルスのシュライン・オーディトリアムで開催された。

## 概要
アラニス・モリセットが年間最優秀アルバム賞をはじめ4部門で受賞した。

## 主要部門受賞者
当節の記述のうち、特記していない項目の出典はである。

### 主要4部門
年間最優秀レコード賞
- "Kiss From A Rose"  - シール（『Seal』所収）

年間最優秀アルバム賞
- 『ジャグド・リトル・ピル（Jagged Little Pill）』 - アラニス・モリセット

年間最優秀楽曲賞
- "Kiss From A Rose"  - シール（『Seal』所収）

最優秀新人賞
- フーティー・アンド・ザ・ブロウフィッシュ
- ブランディ
- アラニス・モリセット
- ジョーン・オズボーン
- シャナイア・トゥエイン

### ポップ
最優秀女性ポップ・ボーカル・パフォーマンス
- "ノー・モア “アイ・ラヴ・ユーズ”（No More "I Love You's）" - アニー・レノックス（『メドゥーサ（Medusa）』所収）

最優秀男性ポップ・ボーカル・パフォーマンス
- "Kiss from a Rose"  - シール（『Seal』所収）

最優秀ポップ・パフォーマンス（デュオもしくはグループ）
- "Let Her Cry" - フーティー・アンド・ザ・ブロウフィッシュ（『Cracked Rear View』所収）

最優秀ポップ・コラボレーション
- "ハヴ・アイ・トールド・ユー・レイトリー（Have I Told You Lately）" - チーフタンズ＆ヴァン・モリソン（『アヴァロン・サンセット（Avalon Sunset）』所収）

最優秀ポップ・インストゥルメンタル・パフォーマンス
- "Mariachi Suite" - ロス・ロボス（『デスペラード：オリジナル・サウンドトラック（Desperado: The Soundtrack）』所収）

最優秀ポップ・アルバム
- 『風のインディゴ（Turbulent Indigo）』 - ジョニ・ミッチェル、Larry Klein（プロデューサー）
- 『デイドリーム（Daydream）』 - マライア・キャリー
- 『ヘル・フリーゼズ・オーヴァー（Hell Freezes Over）』 - イーグルス
- 『メドゥーサ（Medusa）』 - アニー・レノックス
- 『ベッドタイム・ストーリーズ（Bedtime Stories）』 - マドンナ

### トラディッショナル・ポップ
最優秀トラディッショナル・ポップ・ボーカル・パフォーマンス
- 『デュエッツII（Duets II）』 - フランク・シナトラ

### ロック
最優秀女性ロック・ボーカル・パフォーマンス
- "You Oughta Know" - アラニス・モリセット（『ジャグド・リトル・ピル（Jagged Little Pill）』所収）

最優秀男性ロック・ボーカル・パフォーマンス
- "You Don't Know How It Feels" - トム・ペティ（『ワイルドフラワーズ（|Wildflowers）』所収）

最優秀ロック・パフォーマンス（デュオもしくはグループ）
- "Run-Around" - ブルース・トラヴェラー（英語版）（『フォー（Four）』所収）

最優秀ロック・インストゥルメンタル・パフォーマンス
- "ジェシカ（Jessica）" - オールマン・ブラザーズ・バンド（『ブラザーズ＆シスターズ（Brothers and Sisters）』所収）

最優秀ハードロック・パフォーマンス
- "Spin the Black Circle" - パール・ジャム（『バイタロジー（生命学）（Vitalogy）』所収）

最優秀メタル・パフォーマンス
- "Happiness in Slavery" - ナイン・インチ・ネイルズ（『ブロークン（Broken）』所収）

最優秀ロック・ソング
- アラニス・モリセット "You Oughta Know" - アラニス・モリセット、グレン・バラード（英語版）（ソングライター）（『ジャグド・リトル・ピル（Jagged Little Pill）』』所収）

最優秀ロック・アルバム
- 『ジャグド・リトル・ピル（Jagged Little Pill）』 - アラニス・モリセット
- 『フォーエヴァー・ブルー（Forever Blue）』 - クリス・アイザック
- 『バイタロジー（生命学）（Vitalogy）』 - パール・ジャム
- 『ワイルドフラワーズ（|Wildflowers）』 - トム・ペティ
- 『ミラー・ボール（Mirror Ball）』 - ニール・ヤング

### オルタナティヴ
最優秀オルタナティヴ・ミュージック・パフォーマンス
- 『MTV・アンプラグド・イン・ニューヨーク（MTV Unplugged In New York）』 - ニルヴァーナ
- 『ポスト（Post）』 - ビョーク
- 『フー・ファイターズ（Foo Fighters）』 - フー・ファイターズ
- 『To Bring You My Love』 - PJ ハーヴェイ
- 『The Presidents of the United States of America』 - The Presidents of the United States of America

### R&B
最優秀女性R&Bボーカル・パフォーマンス
- "I Apologize" - アニタ・ベイカー（『リズム・オブ・ラヴ（Rhythm of Love）』所収）

最優秀男性R&Bボーカル・パフォーマンス
- "For Your Love" - スティーヴィー・ワンダー（『カンバセーション・ピース（Conversation Peace）』所収）

最優秀R&Bパフォーマンス（デュオもしくはグループ）
- "Creep" - TLC（『クレイジーセクシークール（CrazySexyCool）』所収）

最優秀R&Bソング
- "For Your Love" - スティーヴィー・ワンダー（『カンバセーション・ピース（Conversation Peace）』所収）

最優秀R&Bアルバム
- 『クレイジーセクシークール（CrazySexyCool）』 - TLC
- 『マイ・ライフ（My Life）』 - メアリー・J. ブライジ
- 『ブラウン・シュガー（Brown Sugar）』 - ディアンジェロ
- 『ザ・ゴールド・エクスペリエンス（The Gold Experience）』 - プリンス
- 『アイコン・イズ・ラヴ（The Icon Is Love）』 - バリー・ホワイト

### ラップ
最優秀ラップ・ソロ・パフォーマンス
- "ギャングスタズ・パラダイス（Gangsta's Paradise）" - クーリオ（『デンジャラス・マインド：オリジナル・サウンドトラック（Dangerous Minds (soundtrack)）』所収）

最優秀ラップ・パフォーマンス（デュオもしくはグループ）
- "アイル・ビー・ゼア・フォー・ユー/ユーアー・オール・アイ・ニード・トゥ・ゲット・バイ (I'll Be There For You/You're All I Need To Get By)" - メソッド・マン featuring メアリー・J. ブライジ（『Tical』所収）

最優秀ラップ・アルバム
- 『Poverty's Paradise』 - ノーティ・バイ・ネイチャー（英語版）

### カントリー
最優秀女性カントリー・ボーカル・パフォーマンス
- "Baby Now That I've Found You" - アリソン・クラウス（『ライヴ（Live）』所収）

最優秀男性カントリー・ボーカル・パフォーマンス
- "Go Rest High on That Mountain" - ヴィンス・ギル（『When Love Finds You』所収）

最優秀カントリー・パフォーマンス（デュオもしくはグループ）
- "Here Comes the Rain" - ザ・マーベリックス（英語版）（『Music for All Occasions』所収）

最優秀カントリー・コラボレーション（ボーカルあり）
- "Somewhere in the Vicinity of the Heart" - アリソン・クラウス＆シェナンドー（英語版）（『In the Vicinity of the Heart』所収）

最優秀カントリー・インストゥルメンタル・パフォーマンス
- "Hightower" - アスリープ・アット・ザ・ホイール、ベラ・フレック、ジョニー・ギンブル（英語版）

最優秀カントリー・ソング
- "Go Rest High on That Mountain" - ヴィンス・ギル（ソングライター）（『When Love Finds You』所収）

最優秀カントリー・アルバム
- 『ウーマン・イン・ミー（The Woman in Me）』 - シャナイア・トゥエイン

最優秀ブルーグラス・アルバム
- 『Unleashed』 - ナッシュヴィル・ブルーグラス・バンド（英語版）

### ニューエイジ
最優秀ニューエイジ・アルバム
- 『フォレスト（Forest）』 - ジョージ・ウィンストン

### ジャズ
最優秀コンテンポラリー・ジャズ・パフォーマンス
- 『ウィ・リヴ・ヒア（We Live Here）』 - パット・メセニー・グループ

最優秀ジャズ・ボーカル・パフォーマンス
- 『An Evening With Lena Horne』 - レナ・ホーン

最優秀ジャズ・インストゥメンタル・ソロ
- "Impressions" - マイケル・ブレッカー（マッコイ・タイナー『インフィニティ（Infinity）』所収）

最優秀ジャズ・インストゥメンタル・パフォーマンス（個人もしくはグループ）
- 『インフィニティ（Infinity）』 - マッコイ・タイナー・トリオ

最優秀ラージ・ジャズ・アンサンブル・パフォーマンス
- 『オール・ブルース（All Blues）』 - トム・スコット、GRPオールスター・ビッグバンド

最優秀ラテン・ジャズ・パフォーマンス
- 『アントニオ・ブラジレイロ（Antônio Brasileiro）』 - アントニオ・カルロス・ジョビン

### ゴスペル
最優秀ポップ／コンテンポラリー・ゴスペル・アルバム
- 『I'll Lead You Home』 - マイケル・W・スミス

最優秀ロック・ゴスペル・アルバム
- 『Lesson of Love』 - Ashley Cleveland

最優秀トラディショナル・ソウル・ゴスペル・アルバム
- 『Shirley Caesar Live – He Will Come』 - Shirley Caesar

最優秀コンテンポラリー・ソウル・ゴスペル・アルバム
- 『Alone In His Presence』 - CeCe Winans

最優秀サザン、カントリーもしくはブルーグラス・ゴスペル・アルバム
- Various Artists『Amazing Grace – A Country Salute to Gospel』 - Bill Hearn（プロデューサー）

最優秀ゴスペル・アルバム（クワイアもしくはコーラス）
- The Brooklyn Tabernacle Choir『Praise Him – Live!』 - Carol Cymbala（クワイア・ディレクター）

### ラテン
最優秀ラテン・ポップ・パフォーマンス
- 『Amor』 - ジョン・セカダ

最優秀トロピカル・ラテン・ポップ・パフォーマンス
- 『アブリエンド・プエルタス〜扉を開けて（Abriendo Puertas）』 - グロリア・エステファン

最優秀メキシカン－アメリカン／テハーノ・ミュージック・パフォーマンス
- 『Flaco Jiménez』 - フラコ・ヒメネス

### ブルース
最優秀トラディショナル・ブルース・アルバム
- 『チル・アウト（Chill Out）』 - ジョン・リー・フッカー

最優秀コンテンポラリー・ブルース・アルバム
- 『Slippin' In』 - バディ・ガイ

### フォーク
最優秀トラディショナル・フォーク・アルバム
- 『South Coast』 - ランブリン・ジャック・エリオット

最優秀コンテンポラリー・ブルース・アルバム
- 『Wrecking Ball』 - エミルー・ハリス

### レゲエ
最優秀レゲエ・アルバム
- 『ブンバスティック（Boombastic）』 - シャギー

### ポルカ
最優秀ポルカ・アルバム
- 『I Love to Polka』 - ジミー・スター

### ワールドミュージック
最優秀ワールドミュージック・アルバム
- 『ボエム（Boheme）』 - ディープ・フォレスト

### チルドレンズ
最優秀ミュージカル・アルバム（子供向け）
- Barbara Bailey Hutchison『Sleepy Time Lullabys』 - J. Aaron Brown、David R. Lehman（プロデューサー）

最優秀スポークン・アルバム（子供向け）
- パトリック・スチュワート『プロコフィエフ：ピーターと狼（Prokofiev: Peter and the Wolf）』 - Dan Broatman、Martin Sauer（プロデューサー）

### スポークン
最優秀スポークン・ワードもしくは非ミュージカル・アルバム
- 『Phenomenal Woman』 - マヤ・アンジェロウ

最優秀スポークン・コメディ・アルバム
- 『Crank(y) Calls』 - ジョナサン・ウィンタース

### ミュージカル・ショー
最優秀ミュージカル・ショー・アルバム
- The original Broadway cast『スモーキー・ジョーズ・カフェ（Smokey Joe's Cafe – The Songs of Leiber & Stoller）』 - アリフ・マーディン、ジェリー・リーバー、マイク・ストーラー（プロデューサー）

### 作曲・編曲
最優秀インストゥルメンタル作曲
- The Bill Holman Band "A View From the Side" - Bill Holman（作曲者）

最優秀楽曲（映画もしくはテレビ向け）
- ヴァネッサ・ウィリアムス "Colors of the Wind" - アラン・メンケン、Stephen Schwartz（ソングライター）

最優秀インストゥルメンタル作曲（映画もしくはテレビ向け）
- 『クリムゾン・タイド（Crimson Tide）』 - Hans Zimmer（作曲者）

最優秀インストゥルメンタル編曲
- J・J・ジョンソン＆ the Robert Farnon Orchestra "Lament" - Robert Farnon（編曲者）

最優秀インストゥルメンタル編曲（ボーカルあり）
- メル・トーメ with Rob McConnell & The Boss Brass "I Get a Kick Out of You" - Rob McConnell（編曲者）

### パッケージングおよびノーツ
最優秀録音パッケージ
- ジョニ・ミッチェル『風のインディゴ（Turbulent Indigo）』 - ジョニ・ミッチェル、Robbie Cavolina（アート・ディレクター）

最優秀録音パッケージ（ボックスド）
- フランク・ザッパ『Civilization Phaze III』 - フランク・ザッパ＆Gail Zappa（アート・ディレクター）

最優秀アルバム・ノーツ
- Various Artists『The Complete Stax/Volt Soul Singles, Vol. 3: 1972–1975』 - Rob Bowman（ノーツ・ライター）

### ヒストリカル
最優秀ヒストリカル・アルバム
- ヤッシャ・ハイフェッツ、Various Artists『The Heifetz Collection』 - John Pfeiffer（プロデューサー、ノーツ・ライター）。Ray Hall、Thomas MacCluskey、James P. Nichols、Anthony Salvatore、Jon M. Samuels、David Satz（エンジニア）。J.J. Stelmach（アート・ディレクター）。Gabriel Banat、Grant Beglarian、Robert Cowan、Mortimer W. Frank、Richard Freed、エリック・フリードマン、Harris Goldsmith、ヤッシャ・ハイフェッツ、George Jellinek、アーヴィング・コロディン、Jacob Lateiner、Laurence Lesser、Myra C. Livingston、John Maltese、John Anthony Maltese、レナード・ペナリオ、Brooks Smith（ノーツ・ライター）。

### 制作・エンジニアリング
最優秀エンジニアド・アルバム（非クラシカル）
- トム・ペティ『ワイルドフラワーズ（Wildflowers）』 - デイビット・ビアンコ（英語版）、Jim Scott、Richard Dodd、Stephen McLaughlin（エンジニア）

最優秀エンジニアド・アルバム（クラシカル）
- ヘルベルト・ブロムシュテット（指揮者）、サンフランシスコ交響楽団 『バルトーク・ベーラ：管弦楽のための協奏曲／交響詩「コッシュート」（Concerto For Orchestra; " Kossuth" - Symphonic Poem）』 - Jonathan Stokes、Michael Mailes（エンジニア）

プロデューサー・オブ・ザ・イヤー
- ベイビーフェイス

クラシカル・プロデューサー・オブ・ザ・イヤー
- スティーヴン・エプスタイン（英語版）

### ミュージック・ビデオ
最優秀ミュージック・ビデオ（短編）
- ジャネット・ジャクソン＆マイケル・ジャクソン "スクリーム（Scream）" - マーク・ロマネク（ビデオ・ディレクター）。セアン・チャフィン（ビデオ・プロデューサー）。

最優秀ミュージック・ビデオ（長編）
- ピーター・ガブリエル『シークレット・ワールド・ライヴ （Secret World Live）』 - フランソワ・ジラール（ビデオ・ディレクター）。Robert Warr（ビデオ・プロデューサー）。

### 特別賞
ミュージケアーズ・パーソン・オブ・ザ・イヤー
- クインシー・ジョーンズ[2]